# 188 до н. е.

## Події
- Укладено Апамейський мирний договір між Римською республікою та Антіохом III Великим, правителем Держави Селевкідів — скінчилась Сирійська війна (римо-селевкідська війна).
- Лю Ґун став імператором династії Хань (посмертне ім'я — Імператор Шао)

## Народились
- Лю Ці — імператор династії Хань у 156—141 до н. е.

## Померли
- Лю Ін — імператор династії Хань у 195—188 до н. е. (посмертне ім'я — Імператор Хуей)